# Devena
Devena là một chi bướm đêm thuộc họ Erebidae.